# 椰油村
椰油村，為台東縣蘭嶼鄉的一個行政區，為蘭嶼鄉治所在地，村中有椰油部落（Yayo）、蘭嶼唯一對外港口開元港，以及蘭嶼最高學府蘭嶼高中。

## 名稱
椰油村名的由來，譯自當地住民的稱呼Yayo，來自其他社群對椰油村的稱呼，其名稱意指本社群的住民英勇團結強悍。

## 人口
| 年(月底) | 人口數(人) |
| -------- | ---------- |
| 2010     | 978        |
| 2011     | 1,025      |
| 2012     | 1,079      |
| 2013     | 1,110      |
| 2014     | 1,129      |
| 2015     | 1,167      |
| 2016     | 1,149      |
| 2017     | 1,162      |
| 2018     | 1,197      |
| 2022     | 1,174      |
| 2024     |            |

## 歷屆村長
| 選舉年度 | 姓名       | 黨籍       |
| -------- | ---------- | ---------- |
| 2010     | 鍾金川     | 中國國民黨 |
| 2014     | 夏曼馬呢熱 | 無黨籍     |
| 2018     | 周鳳鳴     | 無黨籍     |
| 2022     | 張吉田     | 無黨籍     |

## 椰油部落
達悟族人稱椰油部落為「Yayo」，是來自其它部落對椰油部落的稱呼，指椰油的居民英勇團結強悍。
外來者稱呼：
- 1877年，蘭嶼被併入台灣府恆春縣，命名椰油部落為一峰社[4]。
- 1897年，日治時期至此調查的陸軍少校菊池河田剛，以調查隊員姓氏命名椰油部落為西陽村[4]。
- 1904年，改以達悟語記音片假名。
- 1947年，戰後稱其椰油部落。

## 伊瓦達斯部落
在現在椰油國小上方原有一伊瓦達斯部落（Ivatas），傳說一位婦人在燒墾時，因風向改變而燒毀了部落，原居民後來便投靠其他部落。

## 蘭嶼農場
戰後、蘭嶼設有蘭嶼農場，由台灣警備司令部代管，以安置軍中人力，在椰油村有以下農場：
- 定興農莊
- 榮民新村

## 設施

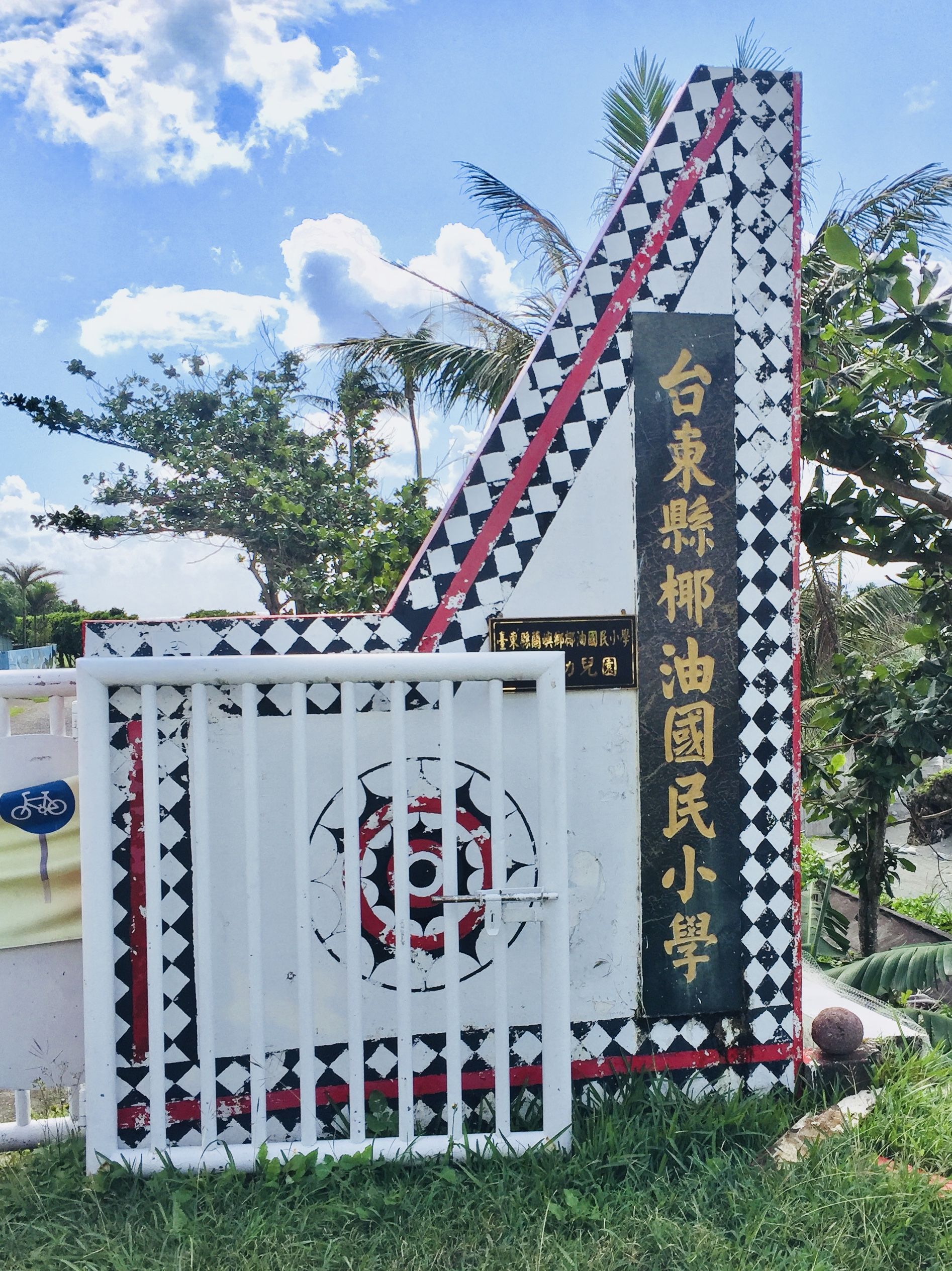
椰油國小

- 蘭嶼燈塔
- 舊蘭嶼燈塔
- 開元漁港
- 椰油國小
- 蘭嶼高中
- 蘭嶼鄉圖書館
- 台灣中油蘭嶼站